# Cantonul Vailly-sur-Sauldre
Cantonul Vailly-sur-Sauldre este un canton din arondismentul Bourges, departamentul Cher, regiunea Centru, Franța.

## Comune
| Comune             | Populație (1999) | Cod poștal | Cod INSEE |
| ------------------ | ---------------- | ---------- | --------- |
| Assigny            | 167              | 18260      | 18014     |
| Barlieu            | 363              | 18260      | 18022     |
| Concressault       | 214              | 18260      | 18070     |
| Dampierre-en-Crot  | 239              | 18260      | 18084     |
| Jars               | 505              | 18260      | 18117     |
| Le Noyer           | 266              | 18260      | 18168     |
| Subligny           | 303              | 18260      | 18256     |
| Sury-ès-Bois       | 315              | 18260      | 18259     |
| Thou               | 75               | 18260      | 18264     |
| Vailly-sur-Sauldre | 806              | 18260      | 18269     |
| Villegenon         | 245              | 18260      | 18284     |